# Palliduphantes cernuus
Palliduphantes cernuus là một loài nhện trong họ Linyphiidae.
Loài này thuộc chi Palliduphantes. Palliduphantes cernuus được Eugène Simon miêu tả năm 1884.